# Episodi di Everwood (prima stagione)
La prima stagione della serie televisiva Everwood è andata in onda negli Stati Uniti d'America dal 16 settembre 2002 al 19 maggio 2003 sul canale The WB. In Italia è andata in onda dal 13 giugno 2005 al 13 luglio 2005 su Canale 5. Dopo vari passaggi in replica su diversi canali Mediaset, la serie viene nuovamente riproposta su Italia 1 dal 23 gennaio 2012, alle ore 10:00, con due episodi al giorno, per la prima volta in formato 16:9 (anche se inspiegabilmente non tutti gli episodi hanno il formato widescreen, come il 1x12).
| nº | Titolo originale                              | Titolo italiano            | Prima TV USA      | Prima TV Italia |
| -- | --------------------------------------------- | -------------------------- | ----------------- | --------------- |
| 1  | Pilot Episode                                 | Dalla città alla provincia | 16 settembre 2002 | 13 giugno 2005  |
| 2  | The Great Doctor Brown                        | Visite a domicilio         | 23 settembre 2002 | 14 giugno 2005  |
| 3  | Friendly Fire                                 | Gara di solidarietà        | 30 settembre 2002 | 15 giugno 2005  |
| 4  | The Kissing Bridge                            | Il ponte dei baci          | 7 ottobre 2002    | 16 giugno 2005  |
| 5  | Deer God                                      | Coincidenze religiose      | 14 ottobre 2002   | 17 giugno 2005  |
| 6  | The Doctor is in                              | Una decisione difficile    | 21 ottobre 2002   | 20 giugno 2005  |
| 7  | We Hold These Truths                          | Un'amara verità            | 28 ottobre 2002   | 21 giugno 2005  |
| 8  | Till Death Do Us Part                         | Il giorno della speranza   | 4 novembre 2002   | 22 giugno 2005  |
| 9  | Turf Wars                                     | L'arrivo dei nonni         | 11 novembre 2002  | 23 giugno 2005  |
| 10 | Is There a Doctor in the House?               | Un padre a metà            | 18 novembre 2002  | 24 giugno 2005  |
| 11 | A Thanksgiving Tale                           | L'eremita                  | 25 novembre 2002  | 7 giugno 2005   |
| 12 | Vegetative State                              | Il ritorno di Colin        | 6 gennaio 2003    | 28 giugno 2005  |
| 13 | The Price of Fame                             | Il prezzo del successo     | 20 gennaio 2003   | 29 giugno 2005  |
| 14 | Coling the Second a.k.a. The Measure of a Man | Un nuovo amico             | 27 gennaio 2003   | 30 giugno 2005  |
| 15 | Snow Job                                      | Week.end sulla neve        | 3 febbraio 2003   | 1º luglio 2005  |
| 16 | My Funny Valentine                            | Le stagioni dell'amore     | 10 febbraio 2003  | 4 luglio 2005   |
| 17 | Everwood, Confidential                        | Indagato per omicidio      | 17 febbraio 2003  | 5 luglio 2005   |
| 18 | The Unveiling                                 | Chiarimenti                | 24 febbraio 2003  | 6 luglio 2005   |
| 19 | The Miracle of Everwood                       | Il miracolo di Everwood    | 21 aprile 2003    | 7 luglio 2005   |
| 20 | Moonlight Sonata                              | Arrivano gli alieni        | 28 aprile 2003    | 8 luglio 2005   |
| 21 | Episode 20                                    | Piccole donne crescono     | 5 maggio 2003     | 11 luglio 2005  |
| 22 | Fear Itself                                   | Verità nascoste            | 12 maggio 2003    | 12 luglio 2005  |
| 23 | Home                                          | Un nuovo intervento        | 19 maggio 2003    | 13 luglio 2005  |

## Dalla città alla provincia
- Titolo originale: Pilot Episode
- Scritto da: Greg Berlanti
- Diretto da: Mark Piznarski

### Trama
Il dottor Andy Brown è un neurochirurgo di fama mondiale. Vive a New York con la moglie Julia e i due figli, l'adolescente Ephram (talentuoso pianista) e la piccola Delia. Una tragica notte Julia ha un incidente automobilistico e muore mentre andava ad assistere al saggio di pianoforte di Ephram. Andy, straziato dal dolore, ricorda di quando la moglie gli ha parlato di un luogo bellissimo, in Colorado, chiamato Everwood. Il medico, per dare una svolta alla sua vita, decide di trasferircisi con i figli, anche se Ephram non è d'accordo, convince invece Delia con la promessa di comprarle un cavallo. 
A Everwood la famiglia Brown si trasferisce in una piccola casa, Andy conosce la sua vicina Nina Feeney, il marito è fuori città per lavoro, vende software, vive tutta sola con il figlio, il piccolo Sam inoltre è incinta. Si sparge subito la voce in città del trasferimento di Andy, essendo un medico molto famoso. Harold Abbott, il quale finora gestiva l'unica clinica medica nella città, trova fastidiosa la presenza di Andy dato che pure lui vuole aprire uno studio di medicina generica a Everwood, tuttavia lui offrirà ai pazienti dei servizi gratuiti. Ephram si iscrive al liceo locale dove studiano anche i figli di Harold, ovvero Bright e la sorella minore Amy: se Ephram e Bright si prendono subito in antipatia, al contrario c'è subito attrazione tra Amy e il giovane Brown.
Benché l'agente immobiliare gli abbia trovato una buona sistemazione per aprire una clinica all'avanguardia, Andy rifiuta perché rimane catturato da uno scalo ferroviario abbandonato, decide di comprarlo e di trasformarlo nel suo nuovo studio medico. Edna Harper, la madre di Harold, decide di lavorare come infermiera nella nuova clinica di Andy, inoltre Delia conosce il gentile e simpatico Irv, il marito di Edna che guida lo scuola bus. Edna prima lavorava nello studio medico di suo figlio, tuttavia il loro rapporto si è irrigidito dato che il padre di Harold è morto e Edna ha sposato Irv quando passarono solo due mesi dal vedovato, infatti Harold non ha accettato le seconde nozze di sua madre.
Andy e Ephram si mettono a urlare, litigano davanti casa, quest'ultimo odia che Andy abbia portato la sua famiglia a vivere a Everwood, lo accusa di aver trascurato per anni la moglie e i figli mettendo sempre davanti il lavoro, arriva anche ad ammettere che avrebbe preferito che morisse lui invece che Julia, inoltre lo accusa di essere pazzo dato che lui e Delia hanno visto Andy mentre parlava da solo (immaginando di vedere e di dialogare con la defunta moglie).
Amy porta Ephram all'ospedale di Denver, lì c'è Colin, il suo fidanzato che attualmente è in coma. Lui e Bright erano buoni amici, ma una sera vennero coinvolti in un incidente stradale, era Colin alla guida, fortunatamente Bright ne è uscito indenne ma Colin è sprofondato in un coma profondo, lei vorrebbe che il padre di Ephram lo operasse, sperando che Colin possa risvegliarsi. Da quando Julia è morta Ephram ha smesso di esercitarsi con il pianoforte, tuttavia, con soddisfazione di suo padre, riprende a suonarlo.
- Guest star: Brenda Strong (Julia Brown), Kevin Thompson (Samuel Fenney), Stephen Warner (Adolescente numero 1), Shawn Anderson (Adolescente numero 2), Edna Pozer (Signora numero 1), Hilda Doherty (Signora numero 2), Gail Hanrahan (Infermiera del dott. Brown), Roberta Maura Phillips (Signora Saddlebrook), Al Holt (Signor Saddlebrook), Staffort Lawrence (Signora Greely) e Mushure Rayner (Poliziotto numero 1).

## Visite a domicilio
- Titolo originale: The Great Doctor Brown
- Scritto da: Greg Berlanti
- Diretto da: Kathy Bates

### Trama
A Everwood c'è la settimana del disgelo, durante la quale delle ondate di vento caldo ristagnano sulla città e la neve dei ghiacciai delle montagne vicine si scioglie. Nina vede Andy parlare da solo, ancora una volta immaginava di dialogare con la moglie; Andy confessa alla vicina che alcune volte nella sua immaginazione, parla con Julia rievocando alcune loro vecchie conversazioni. 
Andy ha la sua prima visita a domicilio, ed eccitato corre dalla signora Dudley, che ha molti figli, tutti malati. Ephram è molto dispiaciuto del comportamento del padre, che ha ripreso a trascurare la famiglia per il lavoro, come già faceva in passato: prima a cena durante la tarda ora, e poi in un ristorante lasciando soli lui e Delia, dove Harold si prende il disturbo di riaccompagnarli lui stesso a casa. 
Bright, per via della devozione che nutre nei confronti di Colin e della loro amicizia, odia vedere Ephram frequentare Amy, arriva anche a metterlo in guardia perché quando Colin si risveglierà dal coma lui e Amy torneranno insieme, quest'ultima si sta solo approfittando dell'attrazione che nutre nei suoi confronti. Ephram si arrabbia con Andy il quale non dedica abbastanza tempo a Delia, ormai Ephram è abituato all'assenza di suo padre, anche perché poteva contare sull'affetto di Julia, ma lei ora è morta, e Delia ha bisogno che Andy impari a essere presente.
Amy decide di andare al festival del disgelo proprio con Ephram e lui ne è felicissimo, Harold non è contento che lei frequenti il figlio dell'uomo che ormai reputa un rivale il quale gli sta portando via i pazienti, ma la moglie Rose ritiene giusto che Amy, dato che Colin è in coma, decida di uscire con altri ragazzi. Mentre Amy e Ephram sono sulla ruota panoramica, lei gli racconta di quando si innamorò di Colin, ci terrebbe che Andy prenda il considerazione la possibilità di operarlo, a quel punto Ephram le promette che porterà il caso all'attenzione di suo padre. 
Durante il festival ancora una volta Andy conversa immaginando di parlare con Julia, la quale tenta di fargli capire che deve accettare la sua morte e dirle addio perché, anche se non è quello che lui vuole, deve rassegnarsi ad accettare la realtà. Andy, poco dopo, si rende conto di aver attirato l'attenzione di tutti i presenti che praticamente lo hanno visto parlare da solo. Tornati a casa, Andy si mette a chiacchierare con i figli scherzando in allegria, quando poi resta solo con Ephram quest'ultimo gli confessa che in fondo anche lui a volte immagina di percepire la presenza di Julia. Andy gli chiede di avere pazienza, devono restare uniti perché Delia può contare soltanto su di loro.
Dopo quello che è accaduto al festival, i pazienti di Andy preferiscono rivolgersi alla clinica di Harold. Quest'ultimo rivolge a Andy delle parole gentili, la clinica apparteneva al defunto padre, ma quando morì fu Harold a ereditarla, all'inizio era immerso nel lavoro, tanto che stava trascurando la propria famiglia, capì in seguito che bisogna bilanciare bene il lavoro e gli affetti, consigliando a Andy di non dedicare tutto il suo tempo solo al suo ruolo di medico.
Andy riceve una visita dalla signora Dudley, lei ha capito che è stato il dolore per aver perso Julia a spingerlo a trasferirsi a Everwood, ma lei ammette che ne è contenta perché Andy è un bravo medico, e lui apprezza tantissimo le sue affettuose parole. Ephram mente a Amy facendole credere che Andy ha rifiutato di operare Colin, quando in realtà non gli ha nemmeno proposto il caso.
- Guest star: Brenda Strong (Julia Brown), Victoria Mallory (Signora Dudley), Beth Grant (Signora Violet) e Keone Young (Gino).

## Gara di solidarietà
- Titolo originale: Friendly Fire
- Scritto da: Oliver Goldstick
- Diretto da: Danny Leiner

### Trama
Andy va a mangiare al Mama Joy's, il diner dove lavora Nina, lì Edna e le altre amiche di Nina le fanno una sorpresa, una festa per il nascituro. La cosa diventa poi imbarazzante quando Nina confessa a tutti che il bambino che aspetta non è suo ma di un'amica della cugina, è una donna molto avanti con gli anni, desidera un figlio e lei si è offerta come madre surrogata. Wendell, un compagno di scuola di Ephram, si offre di aiutarlo a conquistare Amy, lei studia danza classica quindi lo aiuta a proporsi come pianista per le lezioni di danza.
Dato che Everwood è una comunità bigotta, il fatto che Nina abbia deciso di fare da madre surrogata per una donna che non è più in giovane età, è ritenuto un comportamento controverso. Nina confessa a Andy di averlo fatto anche per soldi, la madre del bambino è disposta a pagarla bene, il denaro la aiuterebbe a estinguere il debito con la banca, così suo marito che è sempre costretto a lavorare lontano da casa, potrebbe trascorrere più tempo con la famiglia. Amy invita Ephram alla festa di compleanno della sua amica Kayla, lui accetta ma la festeggiata non lo vuole, Ephram non è un ragazzo popolare, non desidera la sua presenza. Kayla tra l'altro ha capito che Amy, anche se si ostina a negarlo, prova qualcosa per Ephram.
Ephram si arrabbia con Amy per non averlo difeso con Kayla, si mettono anche a litigare durante una lezione di ballo. Amy arriva ad accusarlo davanti a tutti di non suonare bene, a quel punto Ephram la umilia davanti ai presenti dando sfoggio del proprio talento musicale, per poi lasciare infuriato la sala da ballo. Amy decide di non andare alla festa, chiede un consiglio a sua nonna, ha preso le parti di Kayla perché è sua amica, ma è consapevole che lei si è comportata male con Ephram. Lui le piace ma sa che i proprio amici non accetterebbero di vedere loro due frequentarsi. Edna la capisce, lei stessa ha amato Irv anche se nessuno approvava il loro amore, spiegando a Amy che lei deve fare le sue scelte indipendentemente da quello che pensano gli altri.
Nina chiede a Andy e Ephram di accompagnarla all'ospedale, sta per partorire, i due quindi la portano via in auto, ma non c'è tempo, si fermano in una tavola calda e Andy la aiuta a partorire usando un gli attrezzi della cucina. Il bambino nasce e viene affidato alla madre, Andy però ha capito che Nina, anche se cerca di nasconderlo, si sente sola, le manca avere il marito accanto. Sarebbe dovuto tornare per assisterla con il parto ma ha posticipato il suo rientro a casa preferendo assumersi un altro incarico lavorativo. Ephram perdona Amy quando lei gli porge le sue scuse, ammette che lui le piace anche perché somiglia a Colin.
- Guest star: Cody McMains (Wendell), John Aylward (Walter Cunningham), Greg Ilk (Richie), Eric Joseph (Gary), Patrick Donahue (Organizzatore numero 1), Brooks Bedore (Ragazzo numero 1) e Bret Loehr (Stuart "Magilla" Foster).

## Il ponte dei baci
- Titolo originale: The Kissing Bridge
- Scritto da: Rina Mimoun
- Diretto da: Michael Schultz

### Trama
Un ragazzo, mentre va in bicicletta, attraversa un ponte ma lo sfonda, Andy lo medica ma dopo quanto accaduto viene deciso di abbattere il ponte, che ormai è troppo pericoloso. Da sempre veniva chiamato "Il ponte dei baci" si racconta che venne creato da due innamorati per incontrarsi in quanto vivevano nelle due sponde opposte del fiume. Una giovane paziente di Andy si presenta alla clinica, dopo una diagnosi scopre che ha contratto la gonorrea.
Edna confessa a Andy che nel liceo di Everwood non c'è un programma di educazione sessuale, dunque Andy propone a Harold di convincere la sovrintendenza ad approvarne uno dato che c'è la possibilità che gli adolescenti non affrontino il sesso senza una buona conoscenza di base. Harold all'inizio si rifiuta, ma poi capisce che Andy ha ragione quando nella sua clinica si presenta un'altra ragazza che è affetta da gonorrea. Andy scopre che Rose, la moglie di Harold, è il sindaco di Everwood, tentano di convincerla ad approvare la loro iniziativa dato che nella scuola esiste solo il programma che incoraggia l'astinenza. Rose accetta specialmente quando Andy le promette che saranno lui e Harold a tenere la lezione di educazione sessuale.
Si tiene il ballo scolastico, secondo tradizione sono le ragazze che devono invitare i loro cavalieri, Amy non vuole andarci dato che desiderava farsi accompagnare da Colin. Ephram le propone di venire con lui a Denver, così potrà parlare con Colin, il quale è in coma, e simbolicamente invitarlo al ballo. Irv si è accorto che Edna è nervosa per l'imminente demolizione del ponte, lei gli confessa che è legato a molti ricordi che condivideva con il defunto marito, prova disagio nel confidare queste cose a Irv perché non vuole metterlo in difficoltà. Irv le spiega che non deve temere una sua brutta reazione, è consapevole che lei, prima di conoscerlo, aveva amato il suo primo marito.
Delia si sente sola a scuola, non ha amici, tuttavia il piccolo Stuart, vedendola triste, decide di stringere amicizia con lei. La porta a casa sua, all'inizio giocano con un videogame ma poi la cosa diventa strana quando le mostra un baule nascosto nel suo armadio: ci sono delle bambole.
Amy e Ephram saltano la scuola per andare a Danver, e infatti hanno saltato la lezione di educazione sessuale. Amy, dopo aver parlato con Colin, si diverte a chiacchierare con Ephram in un diner, ma perdono il loro autobus. Andy e Harold vanno a prenderli, quest'ultimo fa notare al collega che il problema tra lui e Ephram è che Andy tenta di relazionarsi con il figlio come se fosse un amico, ma non deve avere paura di essere un padre autoritario.
Andy mette Ephram in punizione per aver marinato la scuola, ammette inoltre che ci teneva che assistesse alla lezione di educazione sessuale, raccontandogli di un avvenimento che lo sconvolse in passato, quando un ragazzo adolescente che ebbe come paziente morì per una diagnosi sbagliata, credeva che fosse malato di meningite ma in realtà aveva contratto l'AIDS. Ephram è consapevole di essere spesso troppo livoroso con suo padre, di conseguenza per Andy è difficile comunicare con lui, promettendogli che da ora si sforzerà di essere più gentile.
Edna porta Harold al ponte, gli confessa che fu lì che lei e il padre di Harold si scambiarono il loro primo bacio, su quel ponte le chiese di sposarlo e sempre lì lei gli rivelò che era incinta di Harold. In parte è consapevole che Harold aveva le sue buone ragioni per odiare il matrimonio tra Edna e Irv essendosi sposato poco dopo la morte del padre di Harold, ma lei lo fece perché, proprio la morte del marito, la aiutò a comprendere che bisogna andare avanti senza farsi sfuggire le opportunità che la vita offre. Infine Edna, con dell'esplosivo, fa saltare in aria il ponte azionando il detonatore.
- Guest star: Levi Larson (Studente numero 2), Trevor Wright (Studente numero 1), Austin Leveton (Bud), Bruce Newbold (Ragazzo), Melinda Haynes (Ragazza), Anita Booher (Signora Clark), Chris White (Joe Crowell), Haley McCormick (Susie Clark), Bret Loehr (Stuart "Magilla" Foster) e Cody McMains (Wendell).

## Coincidenze religiose
- Titolo originale: Deer God
- Scritto da: Michael Green
- Diretto da: Arlene Sanford

### Trama
Una femmina di daino entra nella casa dei Brown, di conseguenza Ephram all'inizio decide di affidarlo alla protezione animale sperando così che riportino l'animale alla riserva dove abitava, ma scopre che non intendono farlo dato che è troppo lontana, si limiteranno a portare il daino in un'altra riserva, che purtroppo è anche una zona di caccia. Ephram decide di proteggere l'animale, dunque lui e Andy lo riporteranno nella sua riserva da soli.
Intanto Delia si sta interrogando sull'esistenza di Dio, anche perché Stuart afferma che Lui non esiste. Edna ha capito che la paura di Delia è che, se Dio non esistesse, allora anche il Paradiso non esiste e lei vorrebbe solo sapere dove si trova Julia adesso che è morta. Edna porta la bambina in una base militare, chiedendo un consulto a un cappellano ebraico, ma le risposte da lui ricevute sono solo di natura teologica, lei non è per nulla soddisfatta.
Louise, l'infermiera di Harold, gli consegna la posta, ha ricevuto una lettera dal comitato medico della contea che desidera premiarlo. Harold chiede a Amy di scrivere una lettera in suo onore da pubblicare nel quotidiano locale, lui vuole che Andy possa leggerlo credendo ingenuamente che quest'ultimo ne sia geloso, solo per scoprire che Andy non è a Everwood, dato che ha accompagnato Ephram nella riserva, e che quindi non leggerà l'articolo.
Andy e Ephram si accampano nel bosco, e il giorno dopo raggiungono la destinazione, ma scoprono che ormai la riserva è diventata inospitale. Ephram è in crisi, voleva assicurarsi che il daino fosse al sicuro, ma ha solo proiettato sull'animale i propri problemi, gli manca la vita che conduceva a New York e rivorrebbe indietro Julia, desidera solo che tutto possa tornare come prima. Andy abbraccia suo figlio facendogli capire che deve rassegnarsi al fatto che la loro vita è cambiata. Ephram saluta il daino e lo lascia libero.
Edna spiega a Delia che comprende la sua tristezza, sono trascorsi due anni da quando ha perso il suo primo marito, e anche Edna si è interrogata su cosa ne sia stato di lui quando è morto, Delia non stava cercando Dio ma Julia. Edna afferma tuttavia che, il fatto che continuano a preoccuparsi per loro anche dopo la morte, è la conferma che le persone che hanno amato rivivono proprio dentro di loro. Finalmente Ephram chiede a Andy di studiare il caso di Colin, va poi a trovare Amy a casa sua rivelandole che all'inizio non voleva che suo padre si occupasse di Colin, temeva che se lui si fosse risvegliato avrebbe perso Amy. Però adesso ha compreso che per lei Colin è il suo punto di riferimento, ha chiesto a suo padre di occuparsi del caso, infine lei lo perdona.
- Guest star: Jeremy Elliot (Cappellano Roth), Beth Grant (Signora Violet), J.R. Moore (Elmer), Bob Conder (Comandante Busto) e Bret Loehr (Stuart "Magilla" Foster).

## Una decisione difficile
- Titolo originale: The Doctor Is In
- Scritto da: Vanessa Taylor
- Diretto da: Stephen Gyllenhaal

### Trama
A Everwood è arrivata la dottoressa Gretchen Trott, una psicologa che passa di paese in paese con il suo studio mobile in un camper, da subito lui e Andy si prendono in simpatia, anche perché lei ha seguito con ammirazione la carriera medica di Andy. Quest'ultimo accoglie nella sua clinica i coniugi Hart, i genitori di Colin, ai quali spiega che, benché l'ospedale che si è preso cura del figlio gli abbia dato le cure migliori, hanno sottovalutato l'importanza del frammento di osso che è conficcato nella corteccia cerebrale del figlio, secondo Andy è la causa del coma. Lui si offre di asportare il frammento di osso tramite un'operazione chirurgica, ma è una procedura mai sperimentata.
La madre di Stuart sorprende il figlio nella sua camera da letto mentre ballava con Delia, tutto truccato, lei si innervosisce, e impone a Stuart di non frequentare mai più Delia. Addirittura decidono di mandarlo via da Everwood per farlo studiare in un collegio maschile. Andy trova eccessiva la reazione dei genitori di Stuart, ma poi Edna gli fa una rivelazione: il bambino è nato come caso di pseudoermafroditismo, non ha un sesso ben definito, in lui emergono tratti principalmente maschili e dunque i suoi genitori, per assicurargli una vita normale, hanno deciso di crescerlo con un'educazione esclusivamente maschile, chiaramente temono che la presenza di Delia possa danneggiare l'identità sessuale di Stuart.
Gretchen imparando a conoscere meglio Andy, intuisce che lui non ha nessuno al quale confidare i propri problemi, lo mette in guardia perché, finché continuerà a reprimere le sue paure emotive, lui non riuscirà mai a stare meglio. Ephram spiega a Amy che purtroppo i genitori di Colin non hanno acconsentito ad autorizzare l'operazione. Lei dispiaciuta, li invita a cenare a casa, tenta di far cambiare idea ai signori Hart, ma scopre che in realtà Andy aveva mentito, lui stesso non aveva insistito abbastanza affinché gli dessero il permesso di operare Colin.
Ephram si arrabbia con suo padre, il quale ha avuto paura di assumersi la responsabilità di operare Colin. Andy ha capito che non c'è verso di convincere i genitori di Stuart a non trasferirlo via da Everwood, ma chiede il permesso di dare a Delia la possibilità di dirgli addio, la bambina saluta Stuart regalandogli il suo cappello dato che a lui piaceva.
Amy, durante un saggio di danza, inizia a sentirsi male, il dolore emotivo dovuto alla sua rassegnazione ora che ha capito che Colin non si risveglierà più è troppo forte da sopportare, quindi Harold la prende in braccio e la porta via. Harold va nello studio di Andy e gli confessa che lo conobbe in gioventù, quando Harold aveva finito il suo internato: desiderava diventare un chirurgo, ma quando ebbe modo di conoscere Andy e, vedendo il suo prodigioso talento in chirurgia, capì che non aveva il suo dono, ridimensionò le sue ambizioni e si limitò a ereditare lo studio medico del padre. Harold lo sprona a operare Colin, soprattutto per dare a Amy un po' di felicità, ma anche perché Andy è un chirurgo eccezionale e deve rimanere fedele a questo dono che gli è stato concesso.
Andy parla con Gretchen e ammette che, quando si era accorto che i genitori di Colin non erano subito convinti dell'operazione che lui aveva proposto, non si è sforzato di far cambiare idea ai signori Hart perché temeva di deludere tutti; all'inizio per lui era più facile operare quando manteneva con la gente un certo distacco, ma ora che sta imparando a conoscere meglio le persone e a farsi coinvolgere, gestire le proprie paure è diventato difficile.
- Guest star: Adam Clinton (Dwayne il cameriere), Helen White (Donna anziana), Austin Leveton (Bud), Christy Summerhays (Jenny Foster), Jane Krakowski (dott.ssa Gretchen Trott) e Bret Loehr (Stuart "Magilla" Foster).

## Un'amara verità
- Titolo originale: We Hold These Truths
- Scritto da: Joan Binder Weiss
- Diretto da: Jason Moore

### Trama
Brian, chirurgo e collega di Andy, giunge a Everwood per partecipare all'intervento di Colin dato che gli Hart hanno dato il loro consenso per l'operazione. Dato che Brian è un buon amico di famiglia, Ephram e Delia sono felici di vederlo e ospitarlo a casa loro. Andy spiega ai genitori di Colin che l'intervento potrebbe durare almeno otto ore, inoltre anche se riuscisse bene, tenendo presente che sono trascorsi quattro mesi dal coma, ci vorrà del tempo prima che si possano manifestare dei miglioramenti.
Il giorno dell'operazione è arrivato, e mentre Amy è in ospedale, telefona a Ephram, a quel punto sotto consiglio di Nina, decide di andare in ospedale e di aspettare con lei l'esito dell'operazione. Andy inizia a operare Colin con l'aiuto di Brian.
Con dei flashback si scopre cosa successe il giorno dell'incidente di Colin: aveva rubato una fiaschetta di whisky di suo padre, si era messo a bere con Bright, tra l'altro Amy era arrabbiata con lui perché gli aveva detto per la prima volta di amarlo, ma Colin preso alla sprovvista non ha saputo cosa risponderle. Colin, ubriaco, si era messo al volante del pick-up di suo padre Jimmy, con Bright accanto a lui nel sedile del passeggero, successivamente Colin propose a Bright di guidare lui, anche Bright era ubriaco ma accettò, e poco dopo, guidando in maniera spericolata, causò l'incidente.
Bright decide di essere finalmente sincero, prima con Harold e poi con i genitori di Colin, per tanto tempo tutti avevano creduto che nel momento dell'incidente era Colin a guidare il pick-up, ma al volante c'era lui. Jimmy si rivolge a Bright con parole severe, l'aver saputo la verità per lui non significa niente, invece la moglie ha apprezzato che finalmente Bright si è assunto le proprie responsabilità avendo trovato il coraggio di essere sincero, lei in fondo aveva sempre sospettato che Colin quel tragico giorno avesse bevuto ma ha fatto finta di niente.
L'operazione si rivela un successo, tutti ne sono contenti, Andy prevede che Colin si risveglierà nel giro di qualche settimana. Brian prova a convincere Andy a tornare a New York con lui, ritenendo che la sua permanenza a Everwood sia solo una fase di passaggio, tuttavia Andy non intende andarsene, spiegando a Brian che ha trovato in Everwood una casa.
- Guest star: Michelle Peterson (Infermiera numero 2), Wendy Watabe Peterson (Infermiera numero 1), Sam Bowley (Tooth), Lamont Thompson (dott. Brian Holderman), Tim Whitiker (Mike), Paul J. Kiernan (dott. Castle) e Mike Erwin (Colin).

## Il giorno della speranza
- Titolo originale: Till Death Do Us Part
- Scritto da: Oliver Goldstick
- Diretto da: Michael Schultz

### Trama
Si avvicina il giorno dell'anniversario di matrimonio di Andy, sarebbe stato il 20° ed è costretto a passarlo da solo. Andy riceve una telefonata da un'agenzia di viaggi scoprendo che Julia voleva fargli una sorpresa, aveva programmato un viaggio a Firenze, dove avevano trascorso la luna di miele, e infatti gli verranno inviati per posta i biglietti. 
La classe di Ephram ha in programma una visita alla miniera d'argento, e quindi lui non starà vicino a suo padre durante l'anniversario. A breve, come da tradizione a Everwood ogni anno, il reverendo Tom Keyes nominerà "l'uomo della speranza", colui che nella comunità deve incarnare questo spirito. Intanto Keyes inizia a soffrire di orticaria, si rivolge a Andy perché vuole capirne la causa, in effetti i sintomi si manifestano al contatto fisico con la moglie Sally.
Rose ha iscritto lei e Harold a un corso di ballo, ma lui non vuole andarci, lei allora si arrabbia facendogli notare che sacrifica molto nella sua routine quotidiana per amore del marito, e in cambio Harold invece per lei non fa nessuno sforzo. Andy consiglia a Harold di non dare per scontato l'affetto che lo lega a Rose, lui stesso trascurava Julia e non vuole vedere Harold fare il medesimo sbaglio. Intanto durante la gita un compagno di scuola di Amy le fa uno scherzo crudele, telefonandole e facendole credere che Colin si è svegliato, Ephram arriva ad aggredirlo davanti a tutti, vengono poi divisi dalla professoressa. Ephram dà a Amy il suo conforto ma la cosa diventa imbarazzante quando lei gli confessa di essersi avvicinata a Ephram come non ha mai fatto con nessun altro, e lui istintivamente la bacia.
Quello di Keyes è un matrimonio infelice, la moglie infatti essendo una bella donna desidera amore e passione, e non sente di riceverne dal marito, a stento c'è intimità tra loro. Sally per rimettersi in forma ha iniziato un'alimentazione solo a base di pollo, e così Andy capisce la causa dell'orticaria, ovvero gli antibiotici nella carne di pollo che infatti vengono somministrati negli allevamenti, Keyes è allergico agli antibiotici ecco perché l'orticaria si manifesta quando Sally è vicina a lui avendoli lei stessa assunti mangiando la carne. Tuttavia Keyes e la moglie lo informano che hanno deciso di divorziare, il loro è un matrimonio senza futuro.
Harold si scusa con Rose per aver saltato le lezioni di danza, ma lei ha capito che non è sincero, vuole solo placare la rabbia della moglie. Rose cerca di fargli comprendere che i comportamenti troppo abitudinari di Harold alla lunga danneggeranno il loro matrimonio, e giusto fare anche nuove esperienze. Harold è consapevole che nessuno lo reputa all'altezza della moglie, ammette che ciò che più teme è che un giorno anche Rose non lo riterrà più degno di lei, tuttavia Rose gli spiega che la sua è una paura ingiustificata, non smetterà mai di amarlo, anche a dispetto dei suoi difetti.
Dopo quel bacio Amy preferisce mantenere le distanze da Ephram, scopre poi che Colin si è risvegliato dal coma, va da lui in ospedale ma Colin non reagisce alla sua presenza, l'infermiera le spiega che probabilmente deve recuperare la propria memoria. Andy, nel cuore della notte, va in chiesa e prega Dio di dargli la forza per credere nuovamente nella speranza perché ora che Julia è morta sente di non poter più trovare la felicità nella sua vita. Andy non si è accorto che Keyes lo stava spiando.
Il mattino dopo Ephram fa un regalo a suo padre, precisando che è stata un'idea di Delia: una borsa da lavoro. Andy lo apprezza molto ma poi nota che Delia è sorpresa di vedere il regalo, capendo così che Ephram ha mentito, è suo figlio che gentilmente gli ha fatto il regalo di sua iniziativa. Sally lascia Everwood, e Andy le regala i biglietti per Firenze consigliandole di andarci in vacanza. 
I Brown vanno alla messa dove Keyes confessa a tutti che lui e la moglie divorzieranno, ma quando la sera prima era andato in chiesa per cercare conforto in Dio, invece che trovare Lui ha trovato Andy, è consapevole che quest'ultimo da Dio non ha ricevuto nessun conforto, ma elegge proprio Andy come uomo della speranza, perché è colui che ne ha più bisogno, in modo che Andy capisca di non essere solo e che ha un'intera comunità che è pronta a stargli vicino.
- Guest star: Anne Sward (Signora Caleb), Phyllis R. Cummings (Infermiera), Derek Boone (Todd), JJ Neward (Minnie), Melinda Clarke (Sally Keyes), Tim DeKay (Rev. Tom Keyes), Robert Peters (Marty Maxwell) e Cody McMains (Wendell).

## L'arrivo dei nonni
- Titolo originale: Turf Wars
- Scritto da: Rina Mimoun
- Diretto da: Steve Gomer

### Trama
Andy, Ephram e Delia, di prima mattina, sentono profumo di french toast, sono Ruth e Jacob (i genitori di Julia) che sono venuti da New York per fare una sorpresa ai nipoti e al genero. La madre di Colin impone a Amy di non venire più all'ospedale a trovare il figlio, ora ciò di cui Colin ha bisogno è di fare progressi rispettando i giusti tempi, ma Amy è troppo impaziente e continuando a opprimere Colin col le sue aspettative peggiorerà le cose, consigliandole di dedicarsi alla propria vita sociale.
Ruth inizia a mettersi in competizione con Edna vedendo come lei e Delia sono unite, infatti si sente esclusa. Ben, un bambino, chiede a Andy di visitare sua padre, ha un fortissimo mal di schiena; Andy capisce subito che la cosa è legata al suo evidente sovrappeso. Andy si mette in contatto con una clinica di New York, gli faranno un bypass gastrico gratuito, ma lui si rifiuta, anche se rischia di avere problemi cardiaci o di contrarre il diabete, preferisce affrontare l'eventualità di una morte prematura piuttosto che sottoporsi a un intervento invasivo.
Ephram, Jacob, Bright e Harold partecipano a un contest di pesca, anche Andy avrebbe dovuto parteciparvi, ma i suoi impegni con il padre di Ben glielo hanno impedito. Bright chiede a Ephram di venire a una festa, ci sarà pure Amy, sperando che lui sappia mettere la sorella di buon umore. Andy impedisce a Ephram di andare alla festa perché vorrebbe che venisse a cena con lui e Jacob, ma anche se il nonno è d'accordo che Ephram vada alla festa a divertirsi Andy non gli accorda il permesso.
Disubbidendo al padre, Ephram va alla festa di nascosto, parla con Amy ma la ragazza si arrabbia quando Ephram le fa notare che la cosa migliore per lei sarebbe non concentrarsi troppo su Colin almeno finché non sarà dimesso dall'ospedale. Ephram, in reazione al brutto atteggiamento che Amy ha avuto con lui, si ubriaca, arriva la polizia che lo riporta a casa. Andy si arrabbia con il figlio, ma Ephram lo accusa di essere ridicolo perché da quando Ruth e Jacob sono arrivati ha tentato vanamente di far credere ai suoceri di essere un genitore responsabile.
Jacob si arrabbia con il genero, lui impedisce a Ephram di coltivare la sfera sociale e non lo incoraggia come dovrebbe a riprendere le lezioni di pianoforte. Ruth porta Delia e Edna a un saggio di lettura di poesia, ma la bambina si annoia, finendo con l'addormentarsi. Tuttavia Ruth e Edna si mettono a conversare amichevolmente, Ruth è consapevole che lei e la nipote, dal momento che vivono in due città diverse, non possono avere un vero rapporto, Delia è ancora piccola e probabilmente non conserva ricordi concreti su Julia al contrario di Ephram che è più grande.
Ephram incontra Amy al supermercato, lei cerca di essere gentile con il ragazzo, ma questa volta Ephram preferisce non parlarle, chiaramente è arrabbiato con lei per il modo sgarbato con cui lo aveva trattato. Andy convince il padre di Ben a sottoporsi al bypass gastrico, lui è terrorizzato perché, se nemmeno questa operazione lo aiuterebbe a stare meglio, potrebbe deludere Ben, ma Andy gli fa capire che come genitore ha il dovere di provarci.
Andy torna a casa e scopre che Ephram ha deciso di partire per New York con i genitori. Andy si oppone fermamente, ma Jacob prova a farlo ragionare, Ephram non si sente felice a Everwood al fianco del padre, apprezza che Andy stia migliorando come genitore, ma deve rispettare anche il volere di Ephram.
- Guest star: Mark Rydell (Jacob Hoffman), Doris Belack (Ruth Hoffman), Curt Odussett (Poliziotto), Walter Olkewicz (Mike O'Connell) ed Eric Ian Goldberg (Ben O'Connell).

## Un padre a metà
- Titolo originale: Is There A Doctor In The House?
- Scritto da: Michael Green
- Diretto da: Robert Duncan McNeill

### Trama
Andy non è pronto per dare il suo consenso al trasferimento di Ephram, intanto Ruth e Delia organizzano a casa Brown la festa di compleanno di Edna sebbene lei non volesse festeggiarlo. Durante la festa si mette a nevicare, Andy chiede ai suoceri se il loro arrivo a Everwood nascondesse un secondo fine, sospettando che volessero portargli via Ephram fin dall'inizio, i due ammettono che in fondo può essere un buon padre per Delia, lei è ingenua e non ha mai compreso quanto fossero gravi le manchevolezze di Andy come padre, ma il rapporto con Ephram è troppo logorato.
Brigth odia stare alla festa, lui e Edna non hanno un bel rapporto. Ephram si mette a litigare con suo padre davanti a tutti, Andy arriva ad ammettere che Ephram sarebbe più felice a New York di quanto potrebbe esserlo restando a Everwood. Nina rimprovera Andy, il quale finora non ha mai trovato il coraggio di far capire a Ephram quanto lui sia importante per il padre. Delia tenta di far capire al fratello che stare a Everwood lo renderebbe felice se il fratello la smettesse di credere che non è un posto adatto a lui.
Amy porge le proprie scuse a Ephram, ha proiettato su di lui le sue frustrazioni legate a Colin e non si è curata di averlo ferito con i propri comportamenti. Andy si mette a litigare con Jacob, non ha intenzione di separarsi da Ephram, ma lui gli rinfaccia il suo odio perché trascurando Julia l'aveva trasformata in una donna infelice, e ora che lei è morta e che non può più coprire suo marito Ephram riesce a vedere quando Andy in realtà sia vuoto come uomo. Bright inizia a sentirsi male, Andy e Harold lo visitano e capiscono che il problema è l'appendicite infiammata. Per via della neve è impossibile portarlo all'ospedale, dunque Irv aiuta Andy, Jacob, Edna e Harold a portare il ragazzo nella clinica di Andy, dovranno trasformarla in una sala operatoria e fare a Bright un'anestesia locale.
Andy chiede a Jacob di operare Bright dato che in passato era un chirurgo, ma lui non se la sente, Harold ha capito che Jacob soffre di tremore alla mano, lo aveva notato alla festa. Andy si vede costretto a operare Bright da solo, con Jacob a guidarlo. L'operazione è stata un successo, Edna confessa a Bright che è fiera di lui, il nipote ha affrontato l'intervento con coraggio.
Andy confessa a Ephram che quando Julia morì per molto tempo lui era giù di morale, credeva che non avrebbe trovato una ragione per vivere, ma ricorda che suo figlio, un giorno, gli disse che sarebbe andato tutto bene, e quella è stata la prima volta che ritrovò un po' di serenità dalla morte di Julia. Andy sa che Ephram sarebbe più felice a New York, ma vuole che rimanga con lui a Everwood perché senza suo figlio Andy resterà soltanto un uomo a metà. Mentre Ephram è a mangiare al Mama Joy's viene raggiunto da Amy alla quale dà una bella notizia, ha deciso di non partite.
Ruth e Jacob decidono di andarsene, Andy abbraccia la suocera con affetto, mentre Jacob gli confessa che si è dedicato a insegnare medicina perché ormai le sue mani non possono più operare, aveva tentato vanamente di nascondere il tremore della propria mano. Adesso Jacob ha capito che suo genero è veramente cambiato come persona, Everwood ha fatto di lui un uomo nuovo, affermando che Julia avrebbe amato vederlo diventare così.
- Guest stars: Mark Rydell (Jacob Hoffman), Doris Belack (Ruth Hoffman), Adam Clinton (Cassiere)

## L'eremita
- Titolo originale: A Thanksgiving Tale
- Scritto da: Vanessa Taylor
- Diretto da: David Petrarca

### Trama
Si avvicina il giorno del Ringraziamento e a casa Brown si percepisce che non sarà come quello di tutti gli anni. Quella che soffre più di tutti è Delia, che vorrebbe una festa come quella organizzata da sua madre ogni anno, quindi Ephram invece che ordinare cibo da asporto come aveva suggerito Andy, decide di preparare lui la cena del Ringraziamento per non far mancare niente alla sorella. Andy visita il Marty Maxwell, il proprio paziente, egli necessita assolutamente di un trapianto di rene, metterlo in lista d'attesa per un trapianto è rischioso perché il tempo non è a suo favore. La moglie Roxanne si offre come donatrice ma non c'è compatibilità, tuttavia Andy scopre che Marty ha un fratello di nome Daniel, lui potrebbe fare da donatore.
Harold durante la sua visita medica annuale scopre che è stato riscontrato qualcosa durante la radiografia, probabilmente non è niente ma inizia a temere cosa accadrebbe se dovesse morire, oltre alla sua famiglia nessuno sentirebbe la sua mancanza, decide quindi di conquistarsi la stima di tutta la comunità organizzando nella sua casa una cena del Ringraziamento e invitando tutti, compresi Edna e Irv. Amy decide di aiutare Ephram con i preparativi della cena del Ringraziamento ma, mentre sono soli, lei lo bacia, ma vengono interrotti da Delia.
Nina racconta a Andy che Daniel era uno scrittore di successo, impazzì e si isolò vivendo in una stamberga tra le montagne, quindi seguendo le istruzioni di Nina raggiunge la capanna dove lui vive. Gli spiega che Marty ha bisogno del suo rene, scopre inoltre che Roxanne era la moglie di Daniel (lo aveva lasciato perché lui la trascurava per la carriera) divorziarono e lei sposò Marty. Daniel non incolpa il fratello per la fine del suo matrimonio, lasciarlo è stata una scelta di Roxanne, da allora comunque si è isolato nei boschi. Andy gli spiega che ha vissuto una situazione simile, ha perso la moglie e dunque si è ritirato a Everwood, fa capire a Daniel che nella vita bisogna accettare con rassegnazione che a volte perdiamo ciò che si è conquistati.
Gli Abbott fanno una grande festa nella loro casa, con tutti gli invitati, ma Edna ha capito che suo figlio cerca solo l'approvazione degli altri in maniera forzata. Edna gli fa comprendere che non deve vivere nella paura di non essere amato, lui ha già l'amore della famiglia e deve farselo bastare, perché lui ha il pregio di amare la propria famiglia più quanto lo facciano molti altri uomini. Harold decide dunque di mandare via gli ospiti da casa sua, anche perché ha ricevuto una telefonata dal dottore e scopre che la risonanza non ha riscontrato nulla di grave, era stato solo un errore, lui sta benissimo.
Nina e Sam vanno a cena a casa dei Brown dove Delia si mette a urlare, non gradisce la loro presenza e per quanto Ephram si sia impegnato, questa cena del Ringraziamento non è all'altezza di quelle che organizzava Julia. Nina fa capire a Delia che la sua rabbia è giustificata, quello che è accaduto le ha solo ricordato che Julia è morta e che niente tornerà come prima: Delia riesce a calmarsi e abbraccia Nina con affetto. Daniel intanto decide di salvare suo fratello sottoponendosi all'intervento per il trapianto di rene.
Ephram va a casa degli Abbott, vuole parlare con Amy ma trova solo Harold il quale lo informa che la figlia è andata a Denver con la madre per stare con Colin. Ephram dà a Harold il regalo che aveva fatto a Amy chiedendogli di consegnarglielo. Però quando Ephram va via si scopre che Amy era in casa, non se la sentiva di parlare con lui e dunque Harold gli ha mentito coprendola. Harold fa comprendere alla figlia che Ephram è palesemente innamorato di lei, intuendo che Amy lo ricambia, ma le consiglia di allontanarsi da lui essendo consapevole che Amy per ostinazione non sarebbe mai capace di essere infedele a Colin, di conseguenza continuando a stare vicina a Ephram finirebbe ingiustamente per illudere quest'ultimo. Harold fa capire a Amy che è possibile amare due ragazzi contemporaneamente, ma non riuscirà a essere sincera con entrambi.
- Guest star: John Savage (Daniel Maxwell), Robert Peters (Marty Maxwell), Jensen Buchanan (Roxanne Maxwell), Paul Kiernan (dottor Lewis) e Tim Threlfall (Prete).

## Il ritorno di Colin
- Titolo originale: Vegetative State
- Scritto da: Vanessa Taylor
- Diretto da: Lev L. Spiro

### Trama
Andy va a casa di Irma, una sua paziente, è morta dato che era molto malata, ma nel suo vivaio scopre che coltivava grandi quantitativi di marijuana. Andy informa Rose e lo sceriffo, prima di bruciare la marijuana è necessario capire perché Irma la coltivava, e dato che a Everwood non c'è un deposito giudiziario, verrà custodita a casa degli Abbott. Colin finalmente può tornare a Everwood, tuttavia quando vede Amy non appare molto felice, infatti è piuttosto confuso, Amy comunque decide di organizzargli una festa. Kayla si diverte a provocare Ephram affermando che, con il ritorno di Colin, è certo che Amy non vorrà più avere niente a che fare con lui.
Nina chiede un consulto a Andy perché l'asilo vuole espellere Sam, da loro ritenuto un bambino troppo esuberante, a meno che Nina non accetti di dargli un farmaco per regolare la sua iperattività. Andy convince la maestra a dargli il tempo necessario per capire se Sam ne abbia realmente bisogno, di conseguenza Andy passa la giornata con il bambino, che effettivamente si rivela scatenato e turbolento.
Rose e Harold scoprono che Irma lavorava con un'associazione medica che offre la cannabis ai malati di cancro a scopo medico, verrebbero reclamare la marijuana ma Harold si rifiuta di accontentarli, non trovando etico l'uso della marijuana per la ricerca medica. Rose propone di istituire un comitato cittadino dato che l'uso della cannabis medica è approvato dalla legge del Colorado, deciderà la comunità cosa farne.
Ephram va alla festa a casa di Colin, ma vede che Amy è tutta sola, lui torna a casa e la ragazza decide di accompagnarlo. Lei gli confessa che per la prima volta vorrebbe rinunciare a Colin, perché anche se è tornato le cose non stanno migliorando. Ephram la convince a tornare alla festa e a non arrendersi con lui, sarà sempre devota a Colin e non sarebbe capace di rinunciare al loro amore. Mentre Bright è tutto solo con Colin si scusa con lui per aver causato l'incidente, ma Colin non è arrabbiato con l'amico per il semplice fatto che non ricorda niente, né lui né tanto meno Amy, per Colin è frustrante non avere punti di riferimento e affidarsi solo a ciò che gli è stato raccontato sul suo passato.
Durante la riunione municipale Harold tenta di convincere tutti a disfarsi della marijuana che, seppur ritenuta una droga non pesante, se non controllata si rischia un uso spregiudicato. A quel punto Earl, un paziente di Harold che ha il cancro al pancreas, confessa che Irma gli dava la marijuana, ormai gli restano poche settimane di vita, ma grazie alla marijuana ha potuto affrontare serenamente senza sofferenza l'ultimo anno che ha trascorso con la propria famiglia, mentre i farmaci che Harold gli aveva prescritto non gli erano di nessun sollievo benché avesse anche tentato di dirglielo. Nonostante tutto i presenti, influenzati dalle parole di Harold, votano per bruciare la marijuana, ma Harold non si considera soddisfatto, davanti alla sofferenza di Earl ha capito di aver sbagliato.
Andy spiega a Nina che Sam non è iperattivo, sente solo la mancanza del padre e si comporta con tanta esuberanza solo per attirare l'attenzione e compensare l'assenza del genitore. Amy va a trovare Colin a casa sua, accetta che lui non conservi nessun ricordo della fidanzata, ma vorrebbe provare a piacergli se lui accettasse di imparare a conoscerla. Mentre Earl è a casa riceve una visita da Harold, si scusa con lui perché sente di averlo deluso, non è riuscito a farlo stare bene mentre affrontava il cancro, e adesso gli ha persino impedito di fare uso della marijuana. Harold poi gli dà un flacone di medicine, ma dentro in realtà c'è della marijuana.

## Il prezzo del successo
- Titolo originale: The Price of Fame
- Scritto da: Greg Berlanti
- Diretto da: Sandy Smolan

### Trama
Finalmente Colin torna a scuola, ma si sente a disagio anche perché Bright gli mette pressione: desidera solo che Colin torni a essere la stessa persona che era un tempo. Quando Colin scopre che Ephram è il figlio dell'uomo che lo ha operato, prova a essere suo amico. Evelyn Rowser, ex attrice di teatro molto rispettata a Everwood, si prepara a organizzare il musical con i cittadini come protagonisti Il re e io, tuttavia Andy la prende come paziente e scopre che è malata. Prima di dirglielo lei lo anticipa sapendo che soffre di leucemia, già in passato aveva affrontato questa malattia.
Colin tenta di far entrare Ephram nel loro gruppo, ma Bright e Kayla non lo vogliono. Amy va a trovare Ephram a casa sua, ammette che immaginare lui e Colin come amici la mette a disagio. Ephram ha capito che lei teme che possa rivelare a Colin che si sono baciati, le promette che non gli dirà nulla, a meno che Colin non glielo domandi. Amy promette a Ephram che proverà a essere per lui una buona amica, ma adesso si sente costretta a dare la priorità a Colin.
Evelyn lascia Everwood e affida a Edna la direzione del musical, ma quest'ultima è troppo autoritaria, e infatti i preparativi si rivelano un fallimento perché nessuno riesce a seguirla. Andy va a casa di Evelyn, lei aveva mentito, non è andata a New York, vuole rimanere a Everwood e morire in solitudine, non vuole che nessuno sappia della leucemia perché non desidera che l'immagine che tutti hanno di lei venga danneggiata. Andy le fa comprendere che il suo atteggiamento è sbagliato, nessuno la ricorderà per davvero se sarà ossessionata dal preservare la falsa figura della perfezione che tutti hanno di lei.
Tutti a scuola iniziano a trattare Ephram in maniera amichevole, è il riflesso del successo scolastico dovuto alla vicinanza di Colin, persino Bright è più gentile con lui, ma Ephram è stufo essendo consapevole che è solo falso. Ephram si arrabbia con Colin davanti agli amici affermando che lui gli sta riservando la sua carità soltanto perché si sente in debito con il padre di Ephram. Sul volto di Amy appare un'espressione triste davanti alla reazione rabbiosa di Ephram, è evidente che ha capito quanto quest'ultimo stia soffrendo. Mentre Edna è ha un bar viene raggiunta da Evelyn scoprendo della sua malattia, lei esorta Edna a non arrendersi e a continuare a dirigere il musical: Evelyn è un'attrice, una persona falsa, mentre Edan è una persona autentica, è migliore di lei, e non ha dubbi che dirigerà il musical con successo.
A scuola Colin, parlando con Ephram, gli spiega che ha equivocato, non è perché si sente in debito con suo padre che ha desiderato essere suo amico, ma perché Ephram è nuovo a scuola, prima non si conoscevano, e dunque Ephram non ha aspettative su di lui, è l'unico che non pretende che Colin torni a essere il ragazzo che era prima. Ephram decide di dare alla sua amicizia con Colin una seconda possibilità.
Edan si scusa con tutti per l'atteggiamento severo che ha avuto durante i preparativi del musical, viene perdonata e finalmente il musical è pronto con il pubblico ad assistere allo spettacolo, che viene dedicato a Evelyn.
- Guest star: Joanna Cassidy (Evelyn Rowser)

## Un nuovo amico
- Titolo originale: Coling the Second a.k.a. The Measure of a Man
- Scritto da: Greg Berlanti
- Diretto da: Mel Damski

### Trama
Andy di prima mattina vede un uomo fare dei lavori nella casa di Nina e scopre che si tratta di Carl, il marito di Nina, è tornato da uno dei suoi viaggi di lavoro. È evidente che Andy inizia a provare qualcosa per Nina, infatti vedere Carl lo mette a disagio. Colin aiuta Bright con gli allenamenti di basket tuttavia, mentre rimane solo tra i corridoi della scuola, Colin vede una vecchia foto di lui mentre giocava nella squadra di pallacanestro, e in un impeto di rabbia con il pallone da basket distrugge una vetrata.
Andy lascia vari post-it a Ephram con i nomi di alcuni insegnanti di pianoforte, vuole incoraggiarlo a ricominciare a suonare. Ephram e i suoi compagni di classe si sono accorti che Colin fatica a rimettersi in pari con gli studi, tra l'altro Colin non sopporta che la sua insegnante con lui sia così gentile, non vuole sentirsi compatito. Andy tenta di far ragionare la madre di Colin, lui è tornato a scuola troppo presto, ma lei non sente ragioni, vuole solo che il figlio possa recuperare la vita che aveva prima. Ephram dà a Colin delle ripetizioni, successivamente quest'ultimo tiene un esame e ha un voto molto alto, una A ma in realtà non è meritato, infatti Ephram ha fatto in compito migliore del suo è ha avuto solo una C+ per Colin tutto questo è umiliante. 
Bright viene messo in panchina in vista della partita di basket, il suo rendimento non è buono, lui infatti ammette che, non potendo più giocare con Colin, praticare sport non gli piace più come prima. Nina fa una sorpresa a Carl, ha trovato un locale, possono acquistarlo grazie ai risparmi e a un prestito bancario, finalmente potranno aprire un emporio sportivo come avevano sempre sognato, e dunque Carl potrà lasciare il suo lavoro di venditore di software. Carl all'apparenza sembra apprezzare la proposta della moglie, ma stranamente preferisce rimandare tutto quanto, addirittura afferma che sarebbe meglio comprare un locale più grande per aprire l'emporio. Nina non riesce ad accettarlo perché ciò comporterebbe un investimento maggiore di cui non ora non dispongono, e quindi Carl dovrà continuare a lavorare fuori città.
Il giorno del match di basket è giunto, ma prima Amy e Colin vengono nominati Re e Reginetta del liceo, però Bright chiede a Ephram di cercare Colin, infatti non si è fatto vivo. Ephram lo trova nella sua auto, nel parcheggio, la sua mano sinistra sta sanguinando perché, non ricordando dove avesse lasciato le chiavi dell'auto, ha sfondato il vetro per entrare. Ephram lo porta da suo padre che gli medica la mano.
Nina si mette a litigare con suo marito, a lei non le importa se il loro emporio abbia successo o meno, semplicemente vorrebbe che Carl possa stare a Everwood con lei e il figlio, praticamente sta crescendo Sam da sola e ormai si sente abbandonata. Effettivamente l'idea di aprire un emporio più grande è chiaramente una scusa per non dover abbandonare il suo impiego, anche se doveva semplicemente essere un lavoro temporaneo ormai si è affermato come il miglior venditore dell'azienda, non intende rinunciare alla sua carriera. Bright, gentilmente, sostituisce Colin all'incoronazione di Reginetta di Amy standole vicino.
Durante la partita di basket, Bright entra in campo dalla panchina, poi, a partita finita, si mette a giocare con suo padre: Harold ammette che è fiero di lui, ma non per come ha giocato il match, ma per aver sostenuto Amy durante la coronazione. Bright gli confessa che è stato bello giocare la partita anche senza Colin al suo fianco, Harold gli fa capire che lui e Amy si sono illusi che, con il ritorno di Colin, tutto sarebbe tornato come prima, ma adesso sono costretti ad accettare che le cose sono cambiate.
Quando Ephram torna a casa scopre che ad aspettarlo c'è Matthew Lansing, è l'insegnante di pianoforte che da ora lo seguirà, Andy avverte il bisogno di forzare suo figlio a riprendere a suonare, Ephram ha un dono e non gli permetterà di gettarlo. Ephram si mette a suonare per Matthew, con Nina e Andy che lo ascoltano affascinati dal suo talento. Andy e Nina si guardano con imbarazzo, è chiaro che ormai si sono innamorati, infine Andy finisce lui i lavori a casa di Nina che Carl ha lasciato in sospeso essendo partito per un altro viaggio di lavoro.
- Guest star: Dylan Walsh (Carl Feeney)

## Weekend sulla neve
- Titolo originale: Snow Job
- Scritto da: Greg Berlanti
- Diretto da: David Petrarca

### Trama
Tra Amy e Colin praticamente non c'è passione, tra l'altro mentre Colin è in pizzeria con Amy e Bright per la prima volta rievoca un ricordo: era venuto con gli amici proprio in quella pizzeria dopo aver vinto una partita di basket, e rammenta che Amy era insieme a lui e la ragazza indossava una giacca rossa. Amy in parte è contenta che lui abbia risvegliato un ricordo ma con un po' di delusione gli confessa che la ragazza non era lei, ma sua sorella Laynie.
Andy e Keyes ormai sono diventati buoni amici, tanto che trascorrono il loro tempo libero insieme, però Andy nota che lui ha dei cali di vista decidendo dunque di visitarlo. Ephram va nello studio medico di suo padre e vede che lì c'è Colin, ma non è solo, è in compagnia della madre e di Laynie, quest'ultima frequenta il collegio ma è tornata a Everwood da qualche settimana. La chiesa organizza una gita in un albergo tra le montagne innevate, Amy, Colin e Bright decidono di andarci, ma dato che anche Ephram sembra tentato di venirci, Amy gli chiede di non farlo, temendo che la sua presenza possa creare dei problemi tra lei e Colin. Tuttavia Ephram, stanco delle pretese di Amy, per il gusto di provocarla decide di unirsi a loro alla gita.
Keyes porta Andy in una serata per single, a quel punto il medico viene quasi colto da un attacco di panico. Keyes cambia idea e decide di lasciar perdere, avendo notato che l'amico era a disagio, non è pronto per conoscere altre donne nonostante sia vedovo già da un po'. Andy riceve le analisi mediche di Keyes e scopre che perderà la vista per colpa di una degenerazione maculare, per tanto tempo Andy ha dato notizie spiacevoli ai suoi pazienti, ma Keyes è un amico per lui, non ha il coraggio di dirglielo.
Durante la gita Colin chiede a Amy di non raccontargli nulla sul suo passato, sente il bisogno di sottrarsi dalla responsabilità di rievocare i suoi ricordi. Amy e Colin si baciano per la prima volta dopo tanto tempo, ma Amy finisce col farlo arrabbiare quando gli racconta della loro gita dell'anno scorso, avendo ancora una volta cercato di risvegliare in lui un altro ricordo. Colin è stufo che lei non sappia accettare la sua amnesia, è ossessionata dal suo obiettivo di farlo tornare a essere il ragazzo che era prima.
Anche Laynie è alla gita, Ephram impara a conoscerla capendo che, benché lei voglia molto bene a Colin, per Laynie non è facile vivere all'ombra del fratello, dopo l'incidente stradale di Colin tutto in famiglia gira attorno a lui, mentre Laynie è passata in secondo piano, si è trasferita in collegio proprio perché i genitori non potevano più darle attenzioni. Amy parla con Colin, decide di lasciarlo sentendo che con la sua sola presenza non fa che complicargli la vita, tuttavia Colin non intente rinunciare a lei, la chiama con un vecchio soprannome che usava quando Amy era una bambina, ha risvegliato un vecchio ricordo, i due così fanno pace. 
Finita la gita, Amy parla con Ephram perché ha capito che Colin non ha ricordato nulla, Amy aveva raccontato a Ephram di quel soprannome e lui a sua volta ha voluto dirlo a Colin in modo da aiutare quest'ultimo a riconciliarsi con lei. Colin ringrazia Ephram per ciò che ha fatto per lui, ma inizia a sospettare che tra Ephram e Amy ci sia stato qualcosa dato che quest'ultima era tanto in confidenza con lui da raccontargli del loro passato insieme.
Purtroppo Andy si vede costretto a rivelare a Keyes che tra qualche mese perderà la vista per colpa di un distacco della retina, non riuscirà più a vedere dall'occhio destro e ciò lo porterà alla cecità permanente, per ora non ha risentito molto degli effetti perché l'occhio sinistro compensa l'indebolimento di quello opposto, è un processo irreversibile. Keyes si fa prendere dallo sconforto, aveva dei progetti ma ora teme di non per più nemmeno provvedere alle sue necessità, ha divorziato e ora perderà anche la vista. Nemmeno la sua fede in Dio sembra dargli la forza di affrontare tutto ciò, ma Andy gli promette che potrà contare su di lui.
- Guest star: Tim DeKay (reverendo Keyes)

## Le stagioni dell'amore
- Titolo originale: My Funny Valentine
- Scritto da: Greg Berlanti
- Diretto da: Michael Schultz

### Trama
Laynie e Ephram trascorrono sempre più tempo insieme, Amy è un po' gelosa ma lo incoraggia a uscire con lei, anche perché San Valentino è alle porte. Irv e Edan vanno a fare bird watching ma poi lui ha un malore, viene ricoverato in ospedale, fortunatamente non è nulla di grave. Irv torna a casa, e mentre Edna rimane sola, scoppia a piangere. Gretchen torna a Everwood, e purtroppo Harold è costretto malvolentieri a fare terapia di coppia con Rose, lei si sente insoddisfatta, accusando il marito davanti a Gretchen di aver totalmente accantonato la passione e di essersi troppo abituato ad averla vicino a lui.
Gretchen chiede a Andy di uscire a pranzo con lei per una seduta d'analisi, tuttavia Nina ha capito che praticamente Gretchen gli ha chiesto un appuntamento. I due vanno a pranzare insieme, ma Andy senza volerlo finisce col rendersi ridicolo, Gretchen ammette che dopo che lo aveva conosciuto la prima volta aveva iniziato a provare dell'attrazione per lui, sperava che Andy la ricambiasse.
Durante il giorno di San Valentino, Irv fa uno scherzo a Edna fingendo di avere un infarto, lei si arrabbia avendolo trovato di cattivo gusto, decide di lasciarlo solo e di cenare a casa di Harold e Rose. Ma anche tra loro due le cose vanno di male in peggio, anche dopo la terapia di coppia Harold si rifiuta di aggiungere più romanticismo al loro matrimonio, lei da giovane si innamorò di Harold perché la riempiva di attenzioni, adesso invece è diventato un uomo senza passione, infine lo caccia di casa, e dunque Harold chiede ospitalità a Irv.
Ephram, Laynie, Amy e Colin fanno un'uscita a quattro, vanno in una pista di pattinaggio. Colin ha notato che Amy è infastidita nel vedere Ephram con Laynie, la costringe ad ammettere che tra lei e Ephram c'è stato qualcosa, anche se lui lo aveva già sospettato da un po'. Amy ammette di aver baciato Ephram, ma semplicemente perché si sentiva sola per via del coma di Colin, oltre a Ephram nessuno capiva il dolore che lei stava sopportando. Colin le fa notare una cosa: che sebbene Amy affermi di essergli devota e di non volere nessun altro oltre a Colin, vedendo Laynie insieme a Ephram quest'ultimo per la prima volta è stato l'unico oggetto delle attenzioni di Amy.
Gretchen, nel proprio camper riceve la visita di Andy, lui le confessa che non riesce a far entrare l'amore nella propria vita perché teme di tradire Julia, a causa del rimorso per non essere stato il marito che lei meritava, infine Andy e Gretchen fanno l'amore, ma subito dopo lui, imbarazzato, torna a casa. Harold si fa perdonare da Rose con un inaspettato gesto romantico, avendo portato a casa per lei un'intera banda musicale, Rose apprezza molto lo sforzo e si riconcilia con suo marito.
Edna confessa a Irv che ha sofferto tanto quando il suo primo marito è morto a causa dei suoi problemi di salute, tuttavia Irv non intende rinunciare alla passione solo per tranquillizzare Edna, anche se sono anziani ciò non deve condizionare il loro rapporto. Gretchen si prepara a lasciare Everwood ma prima convince Andy a esplorare più a fondo i problemi legati a Julia, è evidente che ci sono ancora delle questioni irrisolte che lo vincolano al ricordo della moglie, altrimenti non riprenderà in mano la sua vita.
Colin si separa da Amy, deve tornare a Denver per degli accertamenti medici, ormai ha riallacciato il contatto con la sua identità, sa di amare Amy e di desiderarla, ma ha capito che lei ama anche Ephram, ritenendo che ora devono mettere un po' di distanza l'uno dall'altra. Amy decide di trascorrere più tempo con Ephram e quindi i due si mettono a pattinare insieme.
- Guest star: Jane Krakowski (Gretchen Trott)

## Indagato per omicidio
- Titolo originale: Everwood, Confidential
- Scritto da: Greg Berlanti
- Diretto da: Arlene Sanford

### Trama
Edna e Andy vanno in una casa di riposo per prestare servizio medico, uno degli anziani, Marvin Harrison, un ex giudice che soffre di demenza senile, afferma di aver ucciso un uomo e di averlo seppellito nascondendo il corpo. Andy chiama lo sceriffo e dunque Marvin viene portato al dipartimento con l'accusa di omicidio. Harold vuole provare a scagionarlo, Marvin era il miglior amico di suo padre, ma l'anziano uomo, vedendo Harold, lo confonde per l'amico scoprendo che proprio il padre di Harold lo aveva convinto a seppellire il corpo, la vittima si chiamava Jim, a quanto pare era l'amante della moglie di Marvin e lui lo uccise per gelosia.
Ephram chiede a Laynie di usciere con lui, la ragazza accetta e, dietro consiglio di Matthew, la porta in un jazz bar, tuttavia Andy dà a Ephram il permesso di uscire con Laynie a patto che venga anche lui per sorvegliarlo. Harold sente il bisogno di indagare su questo probabile omicidio, deve riabilitare il nome di Marvin e di suo padre. Gli agenti del dipartimento dello sceriffo scavano nel giardino della vecchia casa di Marvin e vengono riesumate delle ossa umane. Andy mette il suo studio medico a disposizione di Harold che, con l'aiuto di Edna, fa un esame patologo scoprendo che alcune ossa non sono compatibili, non appartengono allo stesso scheletro.
Ephram e Laynie vanno al jazz bar, con Andy in disparte, a dispetto di tutto la serata sembra procedere bene, Laynie arriva anche a baciare Ephram, ma capisce che lui prova qualcosa per Amy, infatti lo provoca facendogli una rivelazione: Colin prima dell'incidente stava prendendo in considerazione l'idea di lasciarla sentendo che non ricambiava completamente l'amore che Amy provava per lui. Vedendo come Ephram ha reagito davanti alla rivelazione, ha la prova che lui ama Amy.
Charlie, un anziano della casa di riposo, consegna a Andy e Harold delle fotografie, secondo lui c'è la prova che Marvin non è un assassino. Sono vecchie foto di Marvin e della moglie, quando erano giovani, e insieme a loro c'è un cagnolino, è lui Jim. Infatti Marvin senza volerlo aveva solo investito il cane di sua moglie, in effetti quando Marvin seppellì il cane nel proprio giardino scoprì delle ossa sepolte, non disse nulla per evitare che il valore immobiliare della casa si abbassasse dato che voleva venderla. Lo sceriffo può scagionare Marvin dall'accusa di omicidio ma resta ancora il mistero delle ossa umane, tuttavia Harold ha un'intuizione, capendo quello che è accaduto.
Ephram confessa a Laynie che prova dei sentimenti per Amy, tuttavia lei decide di non farne un problema, è anche disposta a rimanere sua amica. Harold indice una conferenza stampa nella vecchia casa di Marvin rivelando a tutti che, per via di un'epidemia influenzale che avvenne nel 1918 morirono molte persone, non tutti i cimiteri potevano gestire un numero così sopraelevato di sepolture quindi alcuni dei cadaveri vennero raggruppati in fosse comuni, proprio dove ora sorge Everwood che venne fondata qualche tempo dopo, la casa di Marvin è stata costruita proprio sulla fossa comune.
Matthew fa capire a Andy che deve limitare la sua invadenza nella vita di Ephram, ci sono giovani musicisti più bravi di lui perché sanno amare di più la musica, Ephram prova ancora dell'astio verso suo padre e questo si sta riflettendo sul suo talento di musicista. Di questo passo Ephram finirà per non amare la musica, Matthew spiega a Andy che se desidera un rapporto con Ephram deve lasciare che le cose tra lui e il figlio possano evolversi in maniera spontanea invece che forzare Ephram ad allacciare un legame con lui. 
- Guest star: Ian Vogt (Matthew Lansing)

## Chiarimenti
- Titolo originale: The Unveiling
- Scritto da: Greg Berlanti
- Diretto da: Michael Schultz

### Trama
Dato che Julia era di fede ebraica, Andy e i figli devono tornare a New York per celebrare lo scoprimento, Andy propone a Ephram di recitare il kaddish durante la cerimonia. Il ragazzo è di pessimo umore, il ricordo della madre lo spinge ad acuire l'astio contro Andy. Colin torna da Denver, lui e Amy si divertono ad amoreggiare, la ragazza nota che il fidanzato è affaticato, poi va in bagno e vomita.
Amy confessa a suo padre che ha paura temendo che le nausee di Colin siano avvisaglie di un peggioramento della sua salute; Harold sminuisce le preoccupazioni di Amy per far sì che lei ritrovi il buon umore, ma poi Harold parla con Andy delle nausee del ragazzo. Andy, dopo averlo saputo, ne discute con i signori Hart, ritiene che la cosa giusta sia mandare Colin in una clinica, ma loro non intendono dargli retta, vogliono illudersi che Colin stia migliorando, Andy tenta di convincerli che stanno sbagliando ma loro non lo vogliono più come medico curante del figlio.
Colin si arrabbia con Amy avendo capito che lei, involontariamente, ha fatto in modo che Andy sapesse delle nausee. Amy intuisce che è stato Harold a rivelarlo a Andy dopo che Amy si era confidata con lui, si arrabbia con suo padre davanti a Bright e Rose, quest'ultima rimprovera severamente la figlia non tollerando che si rivolga a Harold con tanta insolenza.
Con dei flashback, dalla prospettiva di Ephram, si apprende di più sull'infelice matrimonio dei suoi genitori: Andy per qualche motivo era arrabbiatissimo con Julia, andò via di casa per andare a un convegno a Boston, tanto che non venne al concerto di Ephram. Quest'ultimo aveva notato che i litigi tra Andy e Julia ultimamente stavano diventando sempre più accessi, scoprì che Andy non era a Boston dato che aveva telefonato all'albergo dove all'inizio pensava che il padre alloggiasse. In Ephram si era fatta strada l'idea che Andy avesse un'altra donna, davanti a tale insinuazione Julia mostrò disagio. Ephram non riusciva a capire per quale motivo lei continuava a rimanere con Andy nonostante quel matrimonio era tanto infelice, lei si limitò a rispondergli che Andy era la sua anima gemella, a dispetto di tutto Julia non poteva vivere senza di lui.
Ephram litiga ancora con suo padre, e questa volta lo accusa di aver tradito Julia, a quel punto Andy si arrabbia mettendo in chiaro con suo figlio che non deve mai più azzardarsi a dargli dell'adultero, lui non è mai stato infedele a Julia. Ephram, dopo essersi calmato, esige però di sapere perché si era allontanato da casa con la scusa che doveva andare a Boston. Andy, con sofferenza, gli rivela che era andato via perché era in crisi, aveva scoperto che Julia lo tradiva con un altro uomo in reazione al fatto che Andy la trascurava.
Harold parla con Amy spiegandole che non intende scusarsi per aver discusso con Andy dello stato di salute di Colin, anche perché lo rifarebbe nuovamente, e sebbene Amy abbia il diritto di non essere d'accordo con le scelte di suo padre, non doveva permettersi di rimproverarlo così severamente avendo dimostrato tutta la sua immaturità. Colin scopre che Laynie vuole lasciare Everwood perché, diversamente dai suoi genitori, lei non vuole commettere lo sbaglio di credere che Colin sia in via di guarigione, ha capito che la sua salute sta peggiorando, e non vuole essere lì quando le cose precipiteranno.
Finalmente Ephram si riconcilia con suo padre, per tutto questo tempo credendo che lui fosse stato infedele a Julia lo aveva disprezzato, ma ora ha capito che lei non era la donna perfetta che Ephram aveva idealizzato. Andy ammette che tornarono insieme solo dopo che lui si scusò per averla trascurata, le aveva promesso che sarebbe diventato un marito più presente, ma in fondo è consapevole che se Julia non fosse morta non avrebbe mantenuto quella promessa, avrebbe ricominciato a mettere il lavoro davanti a lei. I Brown vanno a New York per lo scoprimento, e Ephram durante la cerimonia recita il kaddish in presenza di tutti.

## Il miracolo di Everwood
- Titolo originale: The Miracle of Everwood
- Scritto da: Greg Berlanti
- Diretto da: Arlene Sanford

### Trama
Ormai Colin non ha più nausee, sembra che sia tornato nella sua piena forma fisica, tanto che vorrebbe tornare nella squadra di basket, ma l'allenatore glielo vieta, almeno finché non avrà un'autorizzazione medica. Colin reagisce malissimo, tanto che con la mazza da baseball, fa vandalismo nell'ufficio del coach. Ephram non accetta il modo in cui il coach e il preside hanno reagito, infatti non vogliono punire Colin per quello che ha fatto, addirittura il coach si assume lui stesso la colpa.
A Everwood fa il suo arrivo Joel Hurwitz, celebre giornalista del New York Magazine, vuole intervistare Andy, trova assurdo che quest'ultimo abbia rinunciato a una carriera di successo come chirurgo per diventare un "medico di campagna" in una città di provincia. Hurwitz scopre tuttavia dell'operazione che Andy ha fatto a Colin aiutandolo a risvegliarsi dal coma, decidendo di farne la base della sua intervista.
Colin vuole sapere perché Eprham era contrario al fatto che l'allenatore e il preside fossero così permissivi con lui; Ephram tenta di farlo ragionare, sono tutti comprensivi con Colin perché conservano il ricordo del ragazzo amato che era prima, ma lui non sta migliorando ricordandogli del vetro che aveva rotto con il pallone da basket e il finestrino dell'auto che lui aveva infranto, tutti segnali che le sue condizioni di salute stanno peggiorando.
Ephram tenta di far aprire gli occhi a Amy, lei si sta solo illudendo che Colin sia in via di guarigione, ma lui non sta bene ed è una cosa che non può gestire. Mentre Ephram va in pizzeria, incontra Bright e Colin, quest'ultimo lo provoca cercando la lite, affermando che lui vuole screditarlo davanti alla gente in modo che le persone continuino a credere che sta male. Ephram, esasperato dalle sue accuse, lo affronta facendogli notare che lui mente per far credere alla gente che sta bene, Laynie è andata via perché ha avuto il coraggio di accettare che le condizioni di salute del fratello stanno peggiorando al contrario di Amy, che invece continua a stare con Colin solo perché quest'ultimo la manipola con il ricatto emotivo. Colin si inferocisce, arrivando a cercare con Ephram lo scontro fisico, Bright tenta di fermarlo ma si mette a prendere a pugni l'amico, poi se ne vergogna e va via.
Andy cerca di far capire a Hurwitz che l'intervento di Colin, su cui desidera scrivere l'articolo, non è andato bene come tutti credono, e in ogni caso Andy ammette che, pur sentendo un po' la mancanza della notorietà, venendo a Everwood ha costruito un rapporto migliore con i suoi figli, ed è l'unico merito che per lui ha importanza.
Bright si arrabbia con Amy vedendo che sua sorella, anche dopo che Colin lo ha picchiato, prende le difese del fidanzato piuttosto che quelle del fratello, addirittura Amy in maniera meschina accusa Bright di averlo provocato. Quest'ultimo è stufo dell'ingenuità della sorella, lei si ostina a credere che, se continueranno ad avere pazienza con Colin lui starà meglio, ma Bright ora non si fa più illusioni, ha capito che Colin non tornerà mai ad essere quello di prima. Amy lo prega tuttavia di non raccontare a nessuno dell'aggressione subita per non mettere Colin nei guai. Bright decide di non frequentare più Colin, essendo troppo arrabbiato con lui, anche perché Colin non si vuole assumere la responsabilità del proprio comportamento, ed Amy essendogli troppo devota continua a stare dalla sua parte. 
- Guest star: Rob Nagle (Joel Hurwitz)

## Arrivano gli alieni
- Titolo originale: Moonlight Sonata
- Scritto da: Greg Berlanti
- Diretto da: Michael Schultz

### Trama
La relazione tra Colin e Amy è diventata troppo controversa, tanto che Harold impone alla figlia di non vederlo. Mentre Amy è in auto con Edna le due vedono delle strane luci nel cielo, la cosa attira l'attenzione di tutta Everwood, tanto che Edna e Amy vanno a fare campeggio sperando di capire la causa di quello che sembra un fenomeno paranormale.
Ephram si prepara per il saggio di musica dove si esibiranno gli studenti di Matthew e conosce Kate la sua allieva più brava. Matthew non farà più da insegnante a Ephram, si trasferirà a Londra, avendo trovato lavoro in un conservatorio. Andy prende come paziente il taglialegna Chuck che sul corpo presenta dei lividi, si manifestano solo quando lui si risveglia dopo aver dormito, quindi Andy ritiene che per capirne la causa è necessario monitorarlo mentre dorme.
Ephram non vuole che il padre inviti nessuno al suo concerto, anche se è evidente che Amy vorrebbe venirci. Nonostante Kate sia una pianista più brava di lui, Matthew dà a Ephram l'onore del numero di chiusura del saggio di musica. Edna scopre che Amy voleva manipolare tutti, con la scusa di voler indagare sulle misteriose luci desiderava passare il suo tempo con Colin sperando che la nonna la coprisse. Edna si rifiuta di farlo, ci rimane male constatando che Amy voleva usarla per trascorrere più tempo con il suo ragazzo, per punirla non solo le impedisce di stare con Colin, ma dovrà venire con lei in campeggio e indagare sull'origine delle luci.
La sera del saggio di musica è arrivata, e durante i preparativi Ephram sorprende Kate e Matthew ad amoreggiare, scoprendo che hanno una relazione, nonostante Kate sia solo una liceale. Andy va a trovare Amy e Edna nella zona dove i campeggiatori si sono radunati, chiede a Amy di venire con lui al concerto di Ephram sapendo che quest'ultimo, anche se per orgoglio non voleva ammetterlo, ha bisogno del sostegno delle persone a cui tiene: Edna dà alla nipote il permesso di andarci.
L'esibizione di Ephram è stata un successo, Kate si complimenta con lui ma Ephram la accusa di essere falsa, affermando che è gentile nei suoi confronti solo per avere la certezza che non racconterà a nessuno della sua relazione con Matthew. Ephram le fa notare che lui la sta abbandonando per andare a Londra, tuttavia Kate gli spiega che Matthew non ha avuto altra scelta, è costretto a partire perché il padre di Kate ha scoperto che stanno insieme, inoltre si è complimentata con Ephram soltanto perché ha suonato bene durante il concerto.
Dato che Andy era al concerto di Ephram, è stato Harold a monitorare il sonno di Chuck, scoprendo che inconsapevolmente è la moglie a causare quei lividi perché, mentre Chuck dorme la stringe tra le sue braccia e lei involontariamente lo picchia. Ephram ha un duro confronto con Matthew trovando disgustoso che un uomo adulto abbia sedotto una liceale, Matthew tuttavia non intende giustificarsi, affermando che Ephram è solo un adolescente e non è nella posizione adatta a giudicarlo perché, quando crescerà, anche lui commetterà degli sbagli e in ogni caso l'unico compito di Matthew era insegnare a Ephram a suonare meglio il pianoforte facendosi vanto di averlo trasformato in un pianista più bravo.
Amy torna a fare campeggio con sua nonna, le è piaciuto assistere al concerto di Ephram, ma non capisce per quale motivo Edna le ha dato il permesso di andarci quando invece, al contrario, non ha voluto accontentarla quando Amy voleva stare in compagnia di Colin sospettando che piuttosto che con quest'ultimo, preferisce vedere sua nipote in compagnia di Ephram. Edna le spiega che non è una questione di preferenza, semplicemente Ephram aveva bisogno di lei ed è per questo che non ha avuto problemi a mandarla al concerto, lei ama Colin ma lui non deve diventare la sua sola priorità. Amy e Edna vedono delle falene morte, adesso capiscono che erano loro la fonte di quelle luci, generate dallo sciame intrappolato in un campo elettrico. Amy convince Edna a non dirlo a nessuno, lasciando che i cittadini di Everwood continuino a credere al fascino del mistero irrisolto delle luci.

## Piccole donne crescono
- Titolo originale: Episode 20
- Scritto da: Greg Berlanti
- Diretto da: David Petrarca

### Trama
Il ballo scolastico è alle porte. Bright ha un'accompagnatrice, Gemma, ma lei pretende che il ragazzo debba trovare un cavaliere per la cugina Sherri, e dunque lo propone a Ephram che accetta. Andy riceve una visita di Kate alla clinica, è incinta, aspetta un figlio da Matthew, ma lui non le ha lasciato nemmeno un numero di telefono da quando il padre di Kate lo ha costretto a lasciare Everwood. Kate, dietro consiglio del padre, vuole abortire, ma Andy le fa notare che ormai è maggiorenne, volendo può tenere il bambino o darlo in adozione, l'aborto non è la sua unica possibilità.
Andy si arrabbia con Nina dato che Delia lo ha messo in imbarazzo: alla festa di compleanno di un amico Delia gli ha regalato una rivista pornografica che aveva trovato nella soffitta di Nina. Quest'ultima non accetta i suoi rimproveri, lui si ostina a trattare Delia solo come una bambina, ma ormai lei sta crescendo ed è naturale che nutra curiosità verso la femminilità del corpo umano.
Il padre di Kate va a casa di Andy, è furibondo con lui per aver tentato di convincere Kate a non abortire. Harold consiglia a Andy di mandare la ragazza in una clinica di Denver, lì potrà abortire senza attirare l'attenzione, ma Andy trova squallido dover mandare Kate in un'altra città per interrompere la  gravidanza. Harold però gli spiega che in una piccola comunità come Everwood verrebbe ritenuto moralmente equivoco eseguire una pratica di aborto, persino Harold e suo padre non ne hanno mai eseguita una nella loro clinica.
Durante il ballo scolastico Sherri preferisce la compagnia di un altro ragazzo a quello di Ephram. Vedendolo solo, Amy, nonostante sia venuta al ballo con Colin, decide di tenergli compagnia, inoltre odia l'atteggiamento provocatorio e sprezzante che Colin ha nei confronti di Ephram. Colin le impone di non avvicinarsi a Ephram mettendo in chiaro che è pronto a lasciarla se non farà come dice, ma Amy non intende accontentare i suoi capricci, infine lei e Ephram si mettono ballare insieme godendosi un momento di serenità.
Andy fa ordinare l'attrezzatura per l'aborto, intende farlo lui personalmente, ma è evidente che non ha il coraggio di provarci, confessa a Edna che per lui è difficile porre fine a una vita che si trova ancora nel grembo materno. Harold gli confessa che ha mentito, suo padre aveva praticato l'aborto numerose volte, e insieme a lui si ripromisero di praticarlo per aiutare le donne bisognose.
Il giorno dopo Colin tenta di riconciliarsi con Amy, ma pretende le sue scuse. Quest'ultima si rifiuta di farlo, durante il ballo ha preferito Ephram a lui, in contrasto però con tutte le volte che ha messo Colin davanti a Ephram. Soltanto ora Amy capisce di aver sbagliato, ha preferito Colin a tutti coloro che le stavano vicino. Amy gli confessa che quando era stata tentata di lasciarlo era stato Ephram a convincerla a non rinunciare a Colin, tentando di fargli capire che Ephram, oltre a essere stato un amico per Amy, lo è stato anche per lui. Mentre Colin è a casa ha un crisi e  viene soccorso dalla madre.
Nina perdona Andy quando lui le porge le sue scuse, quello che è accaduto gli ha fatto capire che, nonostante ora sia un padre più presente, esistono ancora molte cose che lui non conosce sull'educazione dei figli; tuttavia anche se Delia sta crescendo Nina gli promette che lo aiuterà a prendersi cura di lei.
Kate spiega a Andy che, nonostante all'inizio avesse accettato di abortire solo perché era stato il padre a forzarla, adesso sente che è la scelta migliore per lei. Kate viene portata nella clinica di Harold il quale esegue la pratica per l'aborto. A fine episodio Harold, provando un po' di rimorso per aver fatto abortire Kate, va in chiesa a confessarsi.

## Verità nascoste
- Titolo originale: Fear Itself
- Scritto da: Greg Berlanti
- Diretto da: Michael Katleman

### Trama
Colin viene sottoposto a una TAC dove viene rivelata la presenza di un trombo nell'arteria che alimenta il cervelletto. Jimmy comprende che Andy aveva ragione fin dall'inizio, Colin non era ancora fuori pericolo e gli è riconoscente dato che Andy si offre di operarlo un'altra volta. Però è Colin che si rifiuta; è stato difficile superare la prima operazione, non ha la forza di ricominciare da capo. Amy tenta di riconciliarsi con il suo ragazzo, ma Colin non la vuole intorno, anche perché non la perdona per quello che è accaduto con Ephram al ballo scolastico.
Carl fa una sorpresa a Nina e torna a casa. Si è licenziato e ha cambiato idea, vuole comprare quel locale e aprire il suo emporio sportivo, adesso ha capito che desidera stare a tempo pieno con la moglie e il figlio; Nina non può che esserne contenta. Irv vuole passare il fine settimana in una casa sul lago, Edna è preoccupata a lasciarlo solo viste le sue condizioni di salute, quindi gli impone di andarci insieme a Andy e Ephram.
Carl e Nina si occupano di Delia, mentre Ephram è costretto a trascorre il fine settimana con il padre il quale vuole assicurarsi che lui dedichi del tempo allo studio. Amy, parlando con Harold, ammette di aver sbagliato, quando ha visto che la salute di Colin stava peggiorando ha preferito non dire niente a nessuno perché sia lei che Colin volevano illudersi che quest'ultimo fosse in via di guarigione. Harold fa comprendere alla figlia che lei deve smetterla di permettere a Colin di farla sentire sempre in colpa, la sua gelosia verso Ephram non ha nulla a che vedere con le sue condizioni di salute, e in ogni caso Amy gli è stata devota senza compromessi.
Nina, tra la roba di suo marito, trova un profilattico, scopre così che durante i suoi viaggi la tradiva. Carl è mortificato, le promette che non le sarà mai più infedele, era frustrato dato che con Nina litigavano spesso per via delle sue assenze. Nina è disgustata da suo marito, accusando Carl di aver sempre vissuto per le sue ambizioni ma fondamentalmente non ha mia fatto carriera, e come se non bastasse ha fallito anche come padre e marito. Carl la supplica di perdonarlo, promettendole che da ora si dedicherà solo a lei e a Sam.
Ephram litiga con Andy che non vuole dargli il permesso di trascorrere l'estate con i nonni a New York. Senza il permesso di suo padre prende la barca ma rischia di morire in un incidente, fortunatamente Andy e Irv lo salvano. Andy cambia idea, anche se è a disagio davanti alla prospettiva che Ephram trascorra del tempo a New York, gli dà il permesso di andarci per l'estate. Colin va a casa di Amy e le confessa che è stato ingiusto con lei perché desiderava allontanarla, ormai non ha più niente da offrirle; Amy però gli fa capire che non intende lasciarlo, nessuno la costringe a stare con lui, è sempre stata al fianco di Colin perché semplicemente è quello che desidera.
Nina risponde a una telefonata ma sembra che dall'altra parte della linea non ci sia nessuno, cosi capisce che si tratta dell'amante di Carl. Le intima di lasciarlo in pace e di rispettare il fatto che è un uomo sposato, ma poi rimane senza parole quando sente una voce maschile che le dice "mi dispiace". Nina affronta suo marito con una conversazione a senso unico, ora ha scoperto che lui è gay; nonostante il dolore che sta provando non è affatto sorpresa, tutto per Nina inizia ad avere un senso, a cominciare dal fatto che i suoi viaggi di lavoro duravano sempre di più e che le sue visite a casa erano sempre meno frequenti, si rifiutava di portare Sam con lui nei suoi viaggi, e anche quando era a casa preferiva trascorrere il tempo con gli amici piuttosto che con la moglie. Nina adesso ha capito che Carl accampava solo scuse per non stare con la sua famiglia, per tanto tempo non si è sentita desiderata o apprezzata come donna, ma ciò che trova inaccettabile è che Carl come un codardo avrebbe portato avanti le sue bugie a oltranza se lei non avesse scoperto la verità. Carl, senza dire una parola, va via di casa, il loro matrimonio è finito.
- Guest star: Dylan Walsh (Carl Feeney)

## Un nuovo intervento
- Titolo originale: Home
- Scritto da: Greg Berlanti
- Diretto da: Sandy Smolan

### Trama
Colin accetta di farsi operare da Andy, anche perché ha capito che morirà se non farà l'intervento; tuttavia Andy non gli dà la garanzia che, anche se sopravvivesse, egli non finisca in coma e non perda nuovamente la memoria. Andy porta i suoi figli in viaggio, va a trovare il suo vecchio professore di medicina, Donald Douglas. Quest'ultimo è arrabbiato con Andy per aver rinunciato alla carriera di chirurgo nonostante Douglas abbia investito tanto tempo su di lui, ma accetta di dargli un parere sull'intervento di Colin.
Intanto Colin trascorre una giornata in allegria con Bright e Amy, tanto che organizzano una sorta di cerimonia di diploma solo per Colin. Amy lo trova un gesto di pessimo gusto, dato che Colin vuole una cerimonia di diploma esclusivamente per lui solo perché teme di morire durante l'operazione, dando dunque per scontato che non si diplomerà mai. Amy non accetta che Colin voglia mettere in preventivo che non supererà l'intervento, ma lui tenta di farle capire che non può aggrapparsi troppo all'ottimismo, Amy deve prepararsi all'idea che lui si farà operare, ma non alla prospettiva che lui possa non sopravvivere.
Douglas e Andy provano a simulare l'intervento di Colin, non è impossibile ma presenta troppe incognite. Douglas, a una festa alla facoltà di medicina, confessa a Ephram che conobbe Andy quando quest'ultimo era solo una studente, rimase colpito dalla sua abilità nelle suture, lui era il migliore. Ephram non si è mai interessato al lavoro di suo padre, solo ora capisce quanto la chirurgia sia importante per Andy e gli propone di tornare a New York e di dedicarsi alla sua carriera come prima in modo che possa salvare delle vite, sa che Andy non dedicherà più tempo né a lui né a Delia, ma gli promette che non glielo farà pesare. Andy però non intende lasciare Everwood, confessandogli che sua madre visitò la piccola città da bambina, lo descrisse come il posto più bello in cui era stata e aveva fatto promettere a Andy che ci sarebbe andato qualora le fosse capitato qualcosa: è per mantenere quella promessa che si è trasferito con i figli a Everwood.
Colin confessa a Amy di amarla, poi va a casa di Andy e gli fa promettere di lasciarlo morire in sala operatoria se durante l'intervento lui avesse il sentore che, anche se sopravvivesse, non potrebbe più tornare a essere una persona normale. Il giorno dell'intervento è arrivato, Colin viene portato in sala operatoria. Tutti in sala d'aspetto attendono l'esito dell'intervento, quando Andy esce dalla sala operatoria con un'aria amareggiata sul proprio volto. 
- Guest star: Philip Baker Hall (dottor Donald Douglas)